# Uferhallen

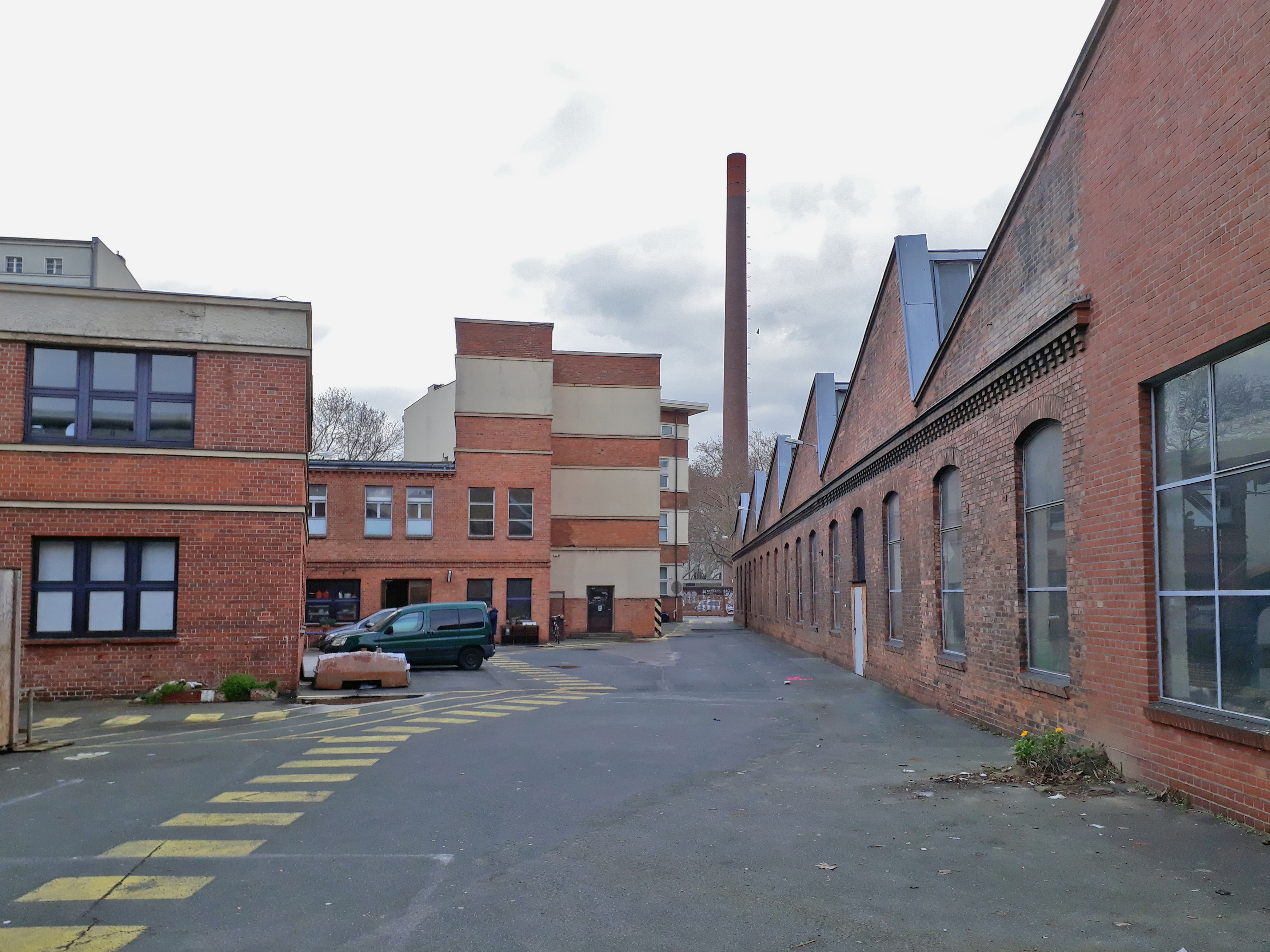
Uferhallen, Uferstraße 8–11

Die Uferhallen sind ein denkmalgeschütztes Gebäudeensemble in der Uferstraße 8 bis 11, am Ufer der Panke im Ortsteil Berlin-Gesundbrunnen. Zusammen mit den Uferstudios in der Uferstraße 25 ist das ehemalige Gelände der Großen Berliner Straßenbahn AG seit 2008 einer der zentralen Orte der Berliner Kunst- und Kulturproduktion.
Auf dem 18.900 m² großen Areal gibt es neben 80 Ateliers und Atelierwohnungen Tanz- und Proberäume, Tonstudios, eine Ausstellungshalle, Werkstätten, Gastronomie- und Veranstaltungsräume.
2007 von der Uferhallen Immobilien AG als Kunststandort entwickelt, wird der Bereich der Uferhallen seit 2017 von der Augustus Capital Management GmbH (Samwer-Brüder) und getrennt von den Uferstudios (Uferstudios GmbH) betrieben.
2011 wurde als Absicherungsmöglichkeit des Kulturstandortes die Aktiengesellschaft in eine Publikumsgesellschaft umgewandelt. Dabei wurden die 3300 Aktienpapiere von 132 Künstlern gestaltet und zum Verkauf angeboten. Ein Großteil der Aktien blieb jedoch bei dem Haupteigentümer, sodass ein Weiterverkauf des Geländes 2017 möglich war.
2019 schlossen sich die ansässigen Künstler zum Uferhallen e.V. zusammen mit dem Ziel, das denkmalgeschützte Ensemble zu erhalten und langfristig als Kunststandort zu sichern.

## Geschichte
Die Gründung der Großen Berliner Pferdeeisenbahn 1873 markierte den Beginn der Bebauung als Transportbetriebshof. Als zwischen 1896 und 1902 der elektrische Straßenbahnbetrieb die Pferdebahn ablöste, wurde auch das gesamte Gelände vom Pferde- zum Straßenbahnbetriebshof umgebaut. 1898 errichtete der Architekt Joseph Fischer-Dick die große, mit Sheddächern versehene Straßenbahnhalle, die aus Wagenreparaturwerkstatt und Lackierwerkstatt besteht. Die Fassaden wurden 1956–57 umgestaltet. Nur das Portier- und Wohngebäude behielt seine alte Gestalt. Zwischen 1926 und 1931 entstanden jene charakteristischen Klinkersteingebäude nach Plänen des Architekten Jean Krämer, die klare Formen der Neuen Sachlichkeit mit expressiven Motiven vereinen.
Nach dem II. Weltkrieg nutzten die Berliner Verkehrsbetriebe (BVG) die Uferhallen auch für die Instandsetzung ihrer Omnibusse. 2007 wurde der Betriebsbahnhof stillgelegt und von der Uferhallen Immobilien AG als Kunst- und Kulturstandort entwickelt.